# Anorena
Anorena är ett släkte av fjärilar. Anorena ingår i familjen nattflyn.
Kladogram enligt Catalogue of Life:
| Anorena | \| \| Anorena hyrtacides \| \| \| \| \| \| Anorena melie \| \| \| \| |
|         | \| \| Anorena hyrtacides \| \| \| \| \| \| Anorena melie \| \| \| \| |
|         | Anorena hyrtacides                                                   |
|         |                                                                      |
|         | Anorena melie                                                        |
|         |                                                                      |